# Casa a la plaça Major, 2 (la Vajol)
La Casa a la plaça Major, 2 és una obra de la Vajol (Alt Empordà) inclosa a l'Inventari del Patrimoni Arquitectònic de Catalunya.

## Descripció
Situada dins del nucli urbà de la població de La Vajol, delimitada per la plaça Major, la de l'Església i el carrer Nou.
Edifici cantoner de planta irregular, amb la coberta plana i distribuït en planta baixa i pis. Totes les obertures de l'edifici són d'arc rebaixat, amb els emmarcaments arrebossats i pintats. La façana principal, orientada a la plaça Major, presenta un gran portal d'accés a l'interior emmarcat per dues finestres a banda i banda. Damunt del portal hi ha una incripció : "S. CAMELIA". Al pis, les finestres són balconeres i compten amb petites barabes de ferro treballat. També hi ha un altre portal d'accés a l'interior des del carrer Nou.
La construcció està arrebossada i pintada.